# Mount Evans (Antarktika)
Mount Evans ist ein 1420 m hoher Berg mit Doppelgipfel im ostantarktischen Viktorialand. Er ist die dominierende Erhebung im Zentrum der Saint Johns Range und ragt zwischen der Südseite des Debenham-Gletschers und dem Wilson-Piedmont-Gletscher auf.
Entdeckt wurde er bei der Discovery-Expedition (1901–1904) unter der Leitung des britischen Polarforschers Robert Falcon Scott. Scott benannte ihn nach Edward Evans, 1. Baron Mountevans (1880–1957), stellvertretender Leiter bei Scotts Terra-Nova-Expedition (1910–1913), der seinen Adelstitel von diesem Berg ableitete.